# Анфемій (орнамент)
Анфе́мій (анфімій, антемій; грец. άνθέμιον — квітка; малюнок квітки) — різновид рослинного орнаменту у вигляді стилізованих квітів, пальмет та інших мотивів. Поширений в архітектурі та декоративному мистецтві. 
Буває у декорі архівольтів, антаблементів, інтер'єрів споруд, зокрема арки Чорної кам'яниці у Львові.